# Candia Canavese
Candia Canavese (tiếng Piedmonte Candia) là một đô thị của tỉnh Torino, trong vùng lịch sử Canavese ở Piedmont, khoảng 35 km về phía đông bắc của Torinonước Ý. Tại thời điểm ngày 31 tháng 12 năm 2004, đô thị này có dân số 1.322 người và diện tích là 9,2 km². Đô thị này giáp các đô thị: Strambino, Mercenasco, Vische, Barone Canavese, Mazzè, và Caluso.
Đô thị này nổi tiếng với rượu vang Erbaluce di Caluso và hồ Lago di Candia.